# Aichelberg
Aichelberg település Németországban, azon belül Baden-Württembergben. Lakosainak száma 1315 fő (2023. december 31.).

## Népesség
A település népessége az elmúlt években az alábbi módon változott:
| Lakosok száma | 601  | 636  | 776  | 895  | 848  | 987  | 1194 | 1243 | 1269 | 1315 |
|               | 1961 | 1967 | 1974 | 1980 | 1987 | 1993 | 2000 | 2006 | 2013 | 2023 |